# Павел Делирадев (хижа)
 Тази статия е за хижата.  За революционера вижте Павел Делирадев.  
Хижа „Павел Делирадев“ се намира в западния край на поляната в местността „Манзул“ (място, където пасат млади кончета) в Същинска Средна гора.
Сградата и прилежащите бунгала са общ капацитет шестдесет места. Санитарните възли и банята им са външни. Отоплението се извършва с печки на твърдо гориво. Хижата е снабдена с туристическата кухня и столова с капацитет шестдесет места. Има бюфет с храна по заявка или свободна консумация.
Допълнително е изградено игрище със спортно-туристическо имущество. Хижата предоставя тридесет и едно легла, а бунгалата са две с по петнадесет легла всяко, като са разделени на стаи с по две, три или пет легла.

## Съседни обекти
| Изходни точки           | Изходни точки |
| ----------------------- | ------------- |
| Град Копривщица         | 3,30 ч.       |
| Село Панагюрски колонии | 2,30 ч.       |
| Хижи                    |               |
| Хижа „Кръстьо Чолаков“  | 1.30 ч.       |
| Хижа „Райна княгиня“    | 2,00 ч.       |
| Хижа „Братия“           | 4,00 ч.       |
| Хижа „Сакарджа“         | 5,00 ч.       |

Хижата се стопанисва от БТС – София.